# Tmesisternus kaindi
Tmesisternus kaindi là một loài bọ cánh cứng trong họ Cerambycidae.